# Quintus Naevius Sutorius Macro
Quintus Naevius Cordus Sutorius Macro (21 v.Chr. - 38 n.Chr.; PIR2 N 12) was een Romeins politicus uit de stand van de equites, die lange tijd het ambt van praefectus praetorio heeft bekleed.
Macro werd geboren in 21 v.Chr. in Alba Fucens, een Romeins stadje aan de voet van de Monte Velino, ter hoogte van de Via Valeria. Uit een inscriptie, gevonden in zijn geboorteplaats, blijkt dat hij onder keizer Tiberius diende als praefectus vigilum, het hoofd van de brandweer en nachtwacht van Rome, al is niet duidelijk hoelang hij dit ambt heeft bekleed.
Keizer Tiberius had kennelijk veel vertrouwen in Macro, want op 17 oktober 31 stuurde hij Macro naar de Senaat met een brief waarin hij de rechterhand van de keizer Lucius Aelius Seianus beschuldigde van hoogverraad. Een dag later werd Seianus gearresteerd en geëxecuteerd. Macro volgde Seianus op als praefectus praetorio. Hij werd door Publius Graecinus Laco opgevolgd als praefectus vigilum. Macro zou een leidende rol spelen in de berechting van Seianus' familie en aanhangers.
In zijn functie van praefectus praetorio reisde Macro vaak naar Capri, waar Tiberius verbleef. Daar wist hij het vertrouwen van Caligula te winnen, volgens Suetonius mede doordat hij zijn vrouw Ennia Thrasylla aan Caligula ter beschikking stelde (ca. 34). Macro wist Caligula ervan te overtuigen dat deze klaar was de macht in Rome over te nemen. En Tiberius schijnt zich hiervan bewust te zijn geweest, als we tenminste een historische basis mogen aannemen voor de uitspraak die Cassius Dio aan Tiberius toeschrijft: « (Het is) inderdaad goed de ondergaande (zon) te verlaten om je naar de opkomende te haasten. » Op 16 maart 37 overleed Tiberius. Volgens sommige bronnen werd hij vermoord door Macro, die een kussen op zijn gezicht zou hebben gedrukt, maar andere bronnen houden rekening met een natuurlijke dood. Hoe dan ook, in zijn functie van praefectus praetorio werkte Macro mee aan een soepele machtsovername door Caligula.
Onder het bewind van Caligula behield Macro aanvankelijk zijn functie. In 38 benoemde Caligula Macro echter tot praefectus Alexandreae et Aegypti, waarbij hij de in ongenade gevallen Aulus Avillius Flaccus moest opvolgen. Macro vatte dit op als een motie van wantrouwen. In plaats van naar Egypte te gaan, pleegde hij samen met zijn vrouw zelfmoord. Zijn nalatenschap was zo omvangrijk, dat hiervan een amfitheater gebouwd kon worden in zijn geboorteplaats Alba Fucens.